# Ljudmila Alexejewna Werbizkaja

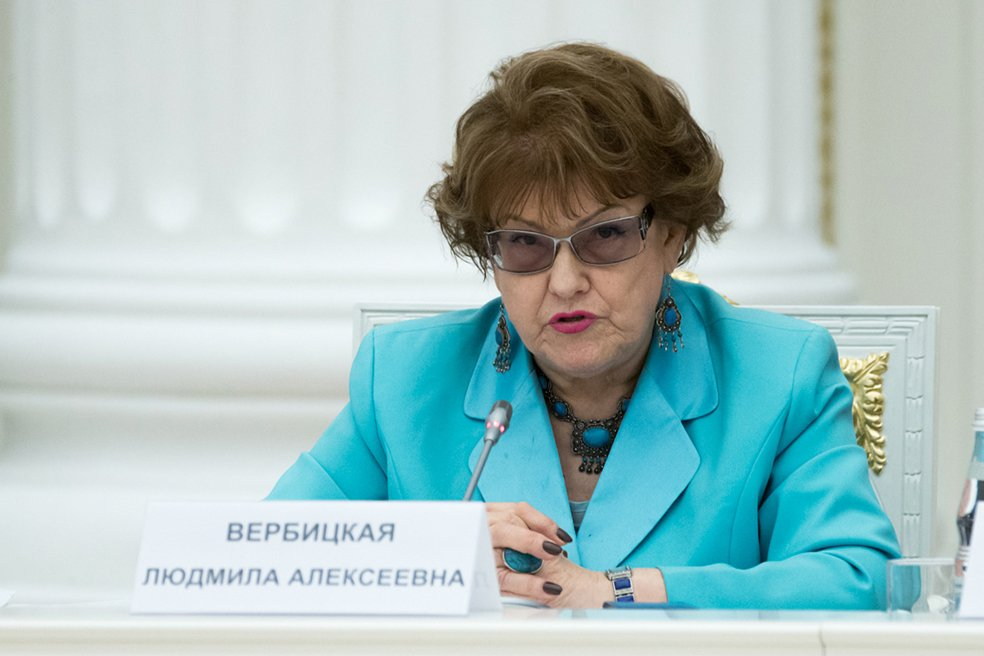
Ljudmila Werbizkaja (2014)

Ljudmila Alexejewna Werbizkaja, geboren Ljudmila Alexejewna Bubnowa, (russisch Людмила Алексеевна Вербицкая, Geburtsname russisch Людмила Алексеевна Бубнова; * 17. Juni 1936 in Leningrad; † 24. November 2019 in St. Petersburg) war eine sowjetisch-russische Linguistin, Russistin und Hochschullehrerin.

## Leben
Ljudmila Alexejewna lebte während der Leningrader Blockade in Leningrad. Ihr Vater Alexei Alexandrowitsch Bubnow wurde 1943 Sekretär des Leningrader Stadtexekutivkomitees. Am 31. August 1949 wurde ihr Vater im Zusammenhang mit der Leningrader Affäre verhaftet. Er wurde vom Militärkollegium des Obersten Gerichts der UdSSR am 28. Oktober 1950 zum Tode verurteilt und am 29. Oktober 1950 erschossen. Ljudmila Alexejewnas Mutter war ebenfalls verhaftet worden und kam ins Lager Taischet. Ljudmila Alexejewna kam in eine Kinderarbeitskolonie in Lemberg, wo sie bis 1953 blieb. Dank der Vizechefin der Kolonie Wiktorija Nikolajewna konnte Ljudmila Alexejewna die städtische Schule besuchen und das Studium an der Universität Lemberg in der Russisch-Abteilung der Philologie-Fakultät beginnen. Nach der Rehabilitierung ihres Vaters und der Familie am 14. Mai 1954 wechselte sie an die Universität Leningrad (LGU). 1956 heiratete sie den Dozenten des Leningrader Elektrotechnik-Instituts Wsewolod Alexandrowitsch Werbizki (1933–1998, Sohn des in der Leningrader Affäre 1950 erschossenen Generalmajors Alexander Dmitrijewitsch Werbizki), mit dem sie zwei Töchter hatte.
1958 schloss Werbizkaja das Studium an der LGU bei Lew Rafailowitsch Sinder mit Auszeichnung ab. Sie blieb an der LGU zunächst als Laborantin (1958–1961) und dann als Aspirantin (1961–1964) und verteidigte 1965 ihre Kandidat-Dissertation über die Klangeinheiten der russischen Sprache und ihre Beziehungen zu den Phonemen. Sie war dann wissenschaftliche Mitarbeiterin, Assistentin und Dozentin. 1977 verteidigte sie ihre Doktor-Dissertation über ihre experimentellen phonetischen Untersuchungen der Aussprache der modernen russischen Literatur. 1979 wurde sie Professorin des Lehrstuhls für Phonetik und Fremdsprachendidaktik. Ab 1985 leitete sie den Lehrstuhl für allgemeine Linguistik.
1984–1986 war Werbizkaja Prorektor für die wissenschaftliche Arbeit der LGU und dann Erster Prorektor. Nach dem plötzlichen Tod des LGU-Rektors Stanislaw Petrowitsch Merkurjew wurde sie im Mai 1993 kommissarischer Rektor. Im April 1994 wurde sie zum Rektor der nun St. Petersburger Universität (SPbGU) gewählt und war damit die erste Rektorin dieser Universität mit Wiederwahl 1999 und 2004. Sie eröffnete eine neue Fakultät für internationale Beziehungen und eine für Medizin. 1995 wurde sie zum Vollmitglied der Russischen Akademie für Bildung (RAO) gewählt. 2008 wurde sie Präsident der SPbGU und 2010 Dekan der Philologie-Fakultät. 2011 wurde sie Ehrenprofessor der SPbGU. 2013 wurde sie zur Präsidentin der RAO gewählt und von der russischen Regierung bestätigt. Sie war Vizepräsident der Russischen Union der Rektoren.
Werbizkaja war Vizepräsident der Kommission der UNESCO für Fragen der Frauenbildung. Sie war Vorsitzende des Kuratoriums der Stiftung Russki Mir. Sie wirkte in diversen Kommissionen und Räten der russischen Regierung mit.
Werbizkaja starb an einer Krebserkrankung. Zu den Beileidsbekundern gehörte auch Präsident Putin.

## Ehrungen, Preise
- Orden der Freundschaft (1996)
- Verdienstorden für das Vaterland IV. Klasse (2000),[11] III. Klasse (2004), II. Klasse (2006), I. Klasse (2016)[12]
- Preis des Präsidenten der Russischen Föderation im Bereich Bildung für das Jahr 2001
- Orden der Prinzessin Olga III. Klasse (2003)[13]
- Olimpija-Preis der Russischen Akademie für Business und Unternehmertum für hervorragende Leistungen von Frauen in Russland (2003)
- Ehrenbürger St. Petersburgs (2006)
- Preis der Regierung der Russischen Föderation für das Jahr 2007
- Orden der Ehre (2011)
- Tschingis-Aitmatow-Preis der Russischen Akademie für Bildung (2016)[14]
- Frauenorden der Heiligen Apostelgleichen Fürstin Olga III. Klasse der Russisch-Orthodoxen Kirche
- Frauenorden der Heiligen Großfürstin Jewrossinija (Frau des Großfürsten Dmitri Donskoi) II. Klasse der Russisch-Orthodoxen Kirche (2016)[15]
- Duslyk-Orden der Republik Tatarstan (2016)[16]
- Chevalier, Commandeur der Ehrenlegion
- Verdienstorden der Republik Polen
- Ehrendoktor vieler Universitäten und Bildungseinrichtungen, darunter Universität Bologna, New York University, Sōka-Universität, Keimyung University in Daegu, Sookmyung Women’s University in Seoul, Universität für Chinesische Kultur in Yangmingshan, Bulgarische Akademie der Wissenschaften, Polytechnische Peter-der-Große-Universität Sankt Petersburg, Staatliche Jaroslaw-der-Weise-Universität Nowgorod, Staatliche Universität Woronesch, Staatliche Fernost-Universität in Wladiwostok, Staatliche Universität Petrosawodsk und das Nationale Pirogow-Zentrum für Medizin und Chirurgie in Moskau[2]
- Preis des Präsidenten der Russischen Föderation für den Beitrag zur Stärkung der Einheit der russischen Nation (2018)[17]

Der 1978 von Nikolai Stepanowitsch Tschernych entdeckte Asteroid (7451) Verbitskaya wurde 2000 nach Werbizkaja benannt.